# Foscoe (Carolina del Norte)
Foscoe es un lugar designado por el censo ubicado en el condado de Watauga en el estado estadounidense de Carolina del Norte. La localidad en el año 2010, tenía una población de 1.370 habitantes.

## Geografía
Foscoe se encuentra ubicado en las coordenadas 36°9′5.16″N 81°46′24.5″O / 36.1514333, -81.773472.